# Pleurocarpaea fasciculata
Pleurocarpaea fasciculata là một loài thực vật có hoa trong họ Cúc. Loài này được Dunlop miêu tả khoa học đầu tiên năm 1991.